# 毛登牧场
毛登牧场，是中国内蒙古自治区锡林郭勒盟锡林浩特市下辖的一个乡镇级行政单位。

## 行政区划
毛登牧场共辖以下地区：
一分场村、二分场村。